# Hans van Walsem
Johan Frans (Hans) van Walsem (Weltevreden, 14 december 1916 - Neuengamme, 2 januari 1943) is een Nederlands roeier. Hij nam eenmaal deel aan de Olympische Spelen, maar won bij die gelegenheid geen medailles.
In 1936 maakt hij op 19-jarige leeftijd zijn olympisch debuut bij de Spelen van Berlijn. Hij was de stuurman op het onderdeel twee met stuurman. De roeiwedstrijden werden gehouden bij een kano- en roeibaar bij Grünau. Deze baan was 2000 meter lang en was dusdanig breed om zes boten tegelijkertijd te laten starten. De Nederlanders kwalificeerde zich via 7.56,9 voor de halve finale. Daar werden ze uitgeschakeld met een derde tijd van 9.03,1.
Hij studeerde rechten. In zijn actieve tijd was hij aangesloten bij de Leidse studentenroeivereniging Njord. Hij stierf op 26-jarige leeftijd in het concentratiekamp Neuengamme aan de ziekte tuberculose.

## Palmares

### roeien (twee met stuurman)
1936, Grünau: 3e in halve finale, tijd 9.03,1
Karel Hardeman · 
Ernst de Jonge · 
Hans van Walsem (stuurman)